# Joseph-Alfred Mousseau
Pour les articles homonymes, voir Mousseau.
Ne doit pas être confondu avec Alfred Mousseau, écrivain québécois.
Joseph-Alfred Mousseau, né le 17 juillet 1837 à Sainte-Geneviève-de-Berthier et mort le 30 mars 1886 à Montréal, est un juriste, secrétaire d'état, écrivain et homme politique québécois. Il est premier ministre du Québec du 31 juillet 1882 au 23 janvier 1884 ainsi que secrétaire d'État et président au Conseil Privé de la Reine pour le Canada au fédéral.

## Biographie

### Jeunesse et début de carrière
Né le 17 juillet 1837 à Sainte-Geneviève-de-Berthier, il est le fils du cultivateur Louis Mousseau et de Sophie Duteau dit Grandpré. Son grand-père, Alexis Mousseau, fut député de Berthier dans les années 1820 et 1830. Son frère, Joseph-Octave (père), et son neveu Joseph-Octave (fils), feront comme lui de la politique. Le 20 août 1862, il épouse dans sa paroisse natale Hersélie Desrosiers, fille du notaire Léopold Desrosiers et de Louise Douaire Bondy. Ils eurent 11 enfants.
Il commence ses études à l'Académie de Berthier, puis fait l'apprentissage du droit auprès de Louis-Auguste Olivier, Thomas Kennedy Ramsay, Lewis Thomas Drummond et Louis Bélanger. Il est admis au Barreau du Bas-Canada le 2 avril 1860. Il est créé conseiller de la reine le 28 février 1873. Pendant vingt ans, il pratique sa profession autant en droit civil qu'en criminel, un certain temps avec Joseph-Adolphe Chapleau. Laurent-Olivier David le décrit comme un bourreau de travail travaillant jusqu'à très tard dans la nuit.
De 1862 à 1863, il est copropriétaire et cofondateur du journal Le Colonisateur, successeur de La Guêpe. L'agriculture et la colonisation sont parmi les thèmes affectionnés par l'équipe. En 1870, il fonde l’hebdomadaire L'Opinion publique avec Laurent-Olivier David et George-Édouard Desbarats. Loin d'être un polémiste, il y signe la chronique sur la politique internationale pendant trois ans. Mousseau sera l'auteur de deux ouvrages. Le premier, publié en 1860, fait le portrait de quelques patriotes canadiens-français, dont Joseph-Narcisse Cardinal et Joseph Duquet. Son second, publié le 25 juillet 1867, est un plaidoyer en faveur de la Confédération du Canada.

### Politique

#### Fédérale
Il est d'abord élu à la Chambre des communes du Canada en tant que député conservateur du comté de Bagot, et est réélu en 1878. En 1880, il est nommé au cabinet du premier ministre John A. Macdonald, d'abord au poste de président du Conseil privé de la Reine pour le Canada, puis en tant que secrétaire d'État pour le Canada. Lorsqu'il est nommé au poste de président du Conseil le 8 novembre 1880, son siège devient vacant. Il est réélu sans opposition à l'élection partielle du 20 novembre 1880 dans sa circonscription. De nouveau, par acclamation, il est réélu le 20 juin 1882.

#### Provinciale
Le 31 juillet suivant, Mousseau quitte la politique fédérale pour devenir premier ministre conservateur du Québec. Il est élu député à l'Assemblée législative du Québec de la circonscription de Jacques-Cartier lors d'une élection partielle le 26 août 1882. Cette élection est annulée le 7 mai 1883, mais il est réélu lors de la reprise de l'élection dans une partielle tenue le 26 septembre 1883. Son mandat est marqué par de fortes divisions internes dans le parti. Il démissionne comme député le 22 janvier 1884 après avoir été nommé juge puîné à la Cour supérieure du district de Rimouski. Le lendemain, il démissionne de son poste de premier ministre.
Il meurt à Montréal le 30 mars 1886 à l'âge de 48 ans et ce fut le premier ancien premier ministre québécois à mourir. Le 2 avril 1886, il est enterré au cimetière Notre-Dame-des-Neiges, à Montréal.
Le fonds d'archives de Joseph-Alfred Mousseau est conservé au centre d'archives de Montréal de Bibliothèque et Archives nationales du Québec.

## Généalogie

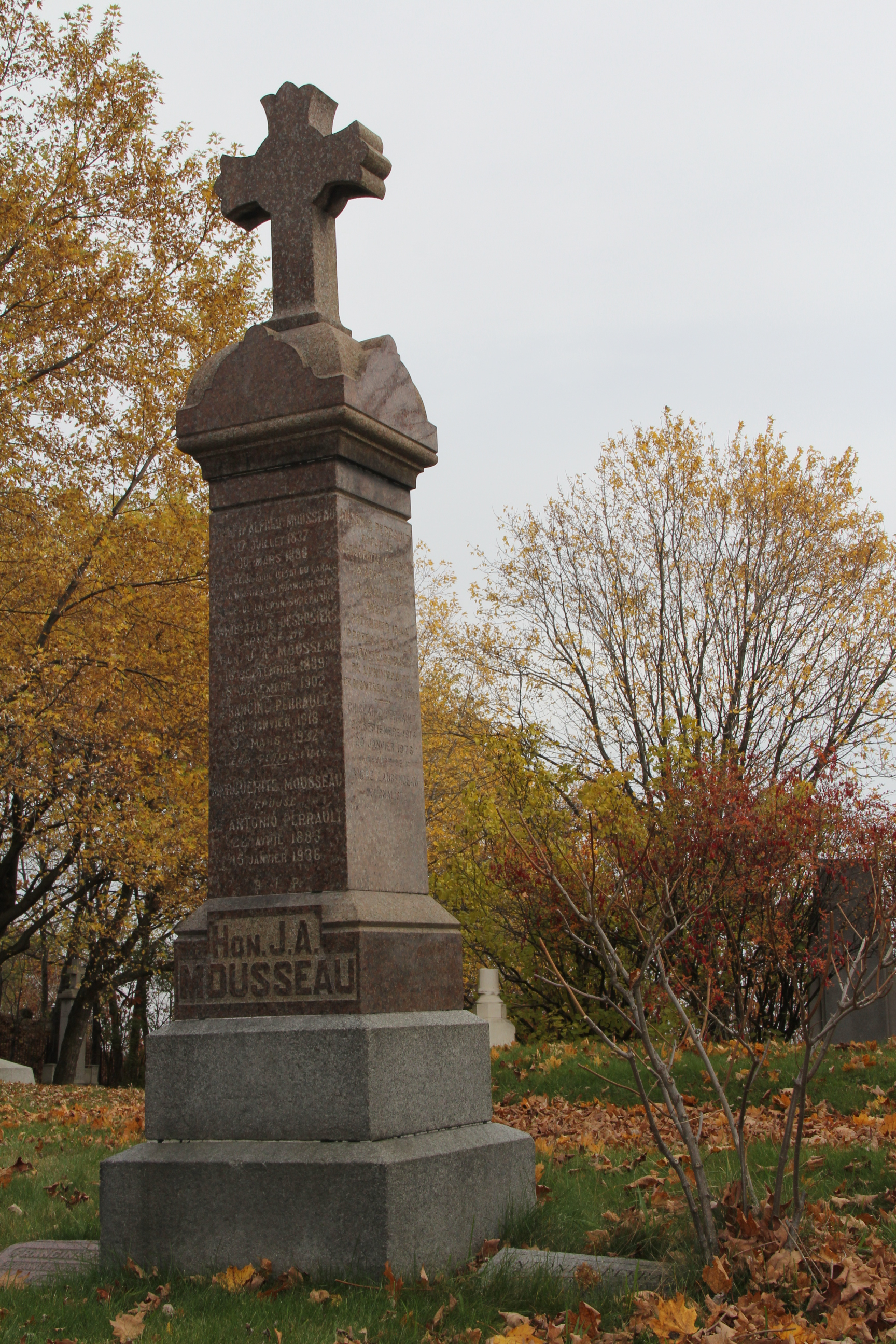
Pierre tombale de Joseph-Alfred Mousseau au cimetière Notre-Dame-des-Neiges à Montréal.

Registres de l'état civil du Québec.
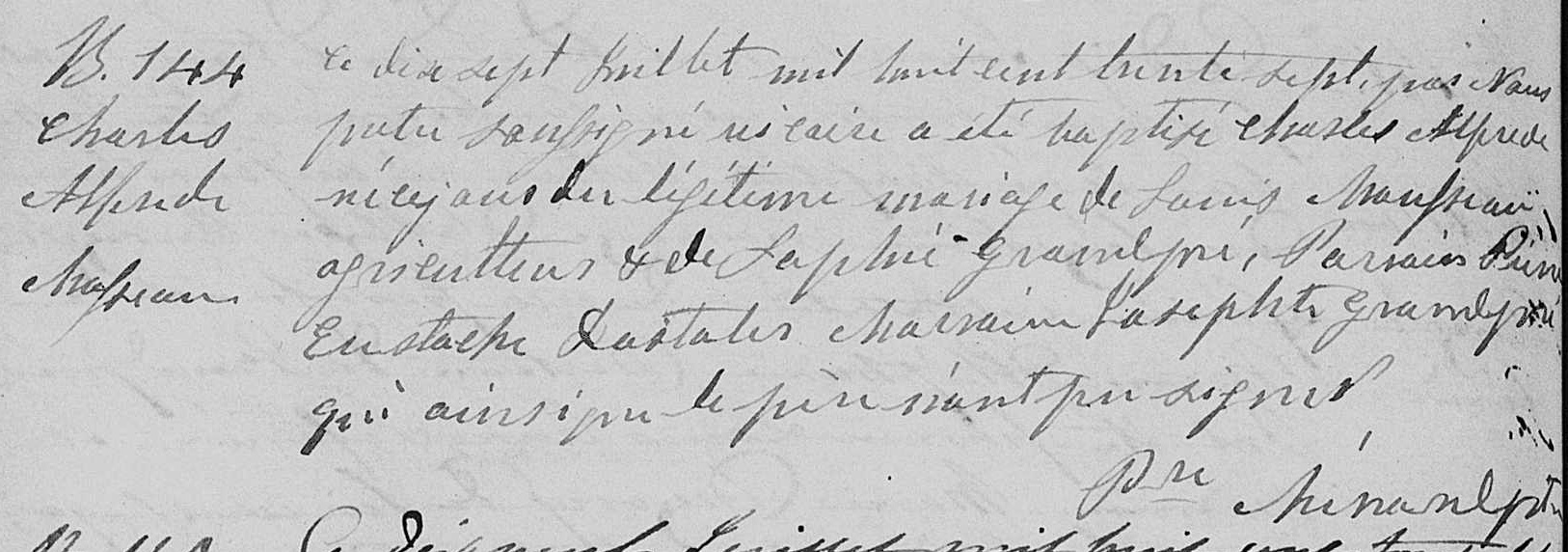
Acte de baptême de Charles Alfred Mousseau. 17 juillet 1837. Paroisse Sainte-Geneviève-de-Berthier de la ville de Sainte-Geneviève-de-Berthier.
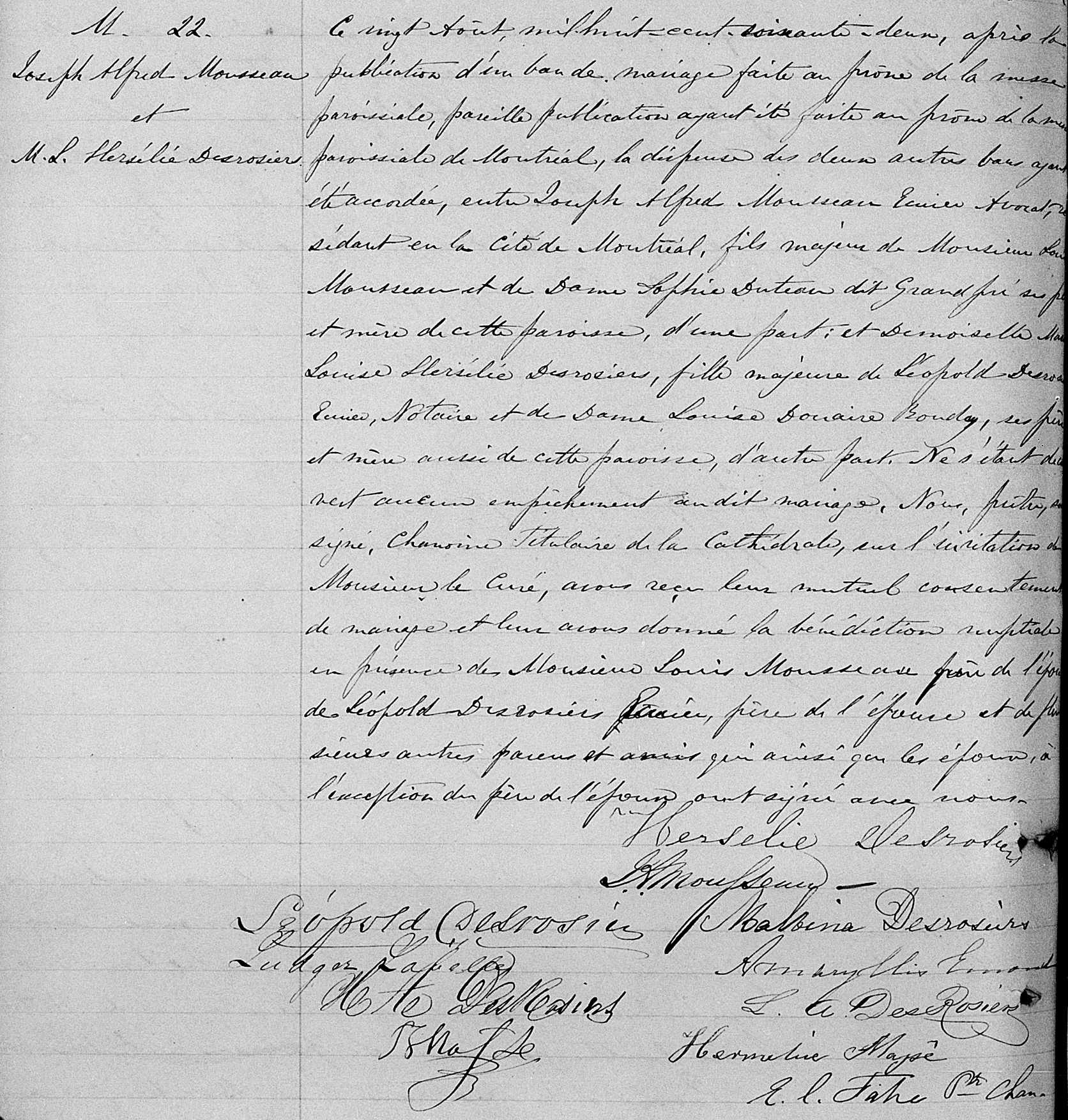
Acte de mariage entre Joseph Alfred Mousseau et Marie Louise Hersélie Desrosiers. 20 août 1862. Paroisse Sainte-Geneviève-de-Berthier de la ville de Sainte-Geneviève-de-Berthier.
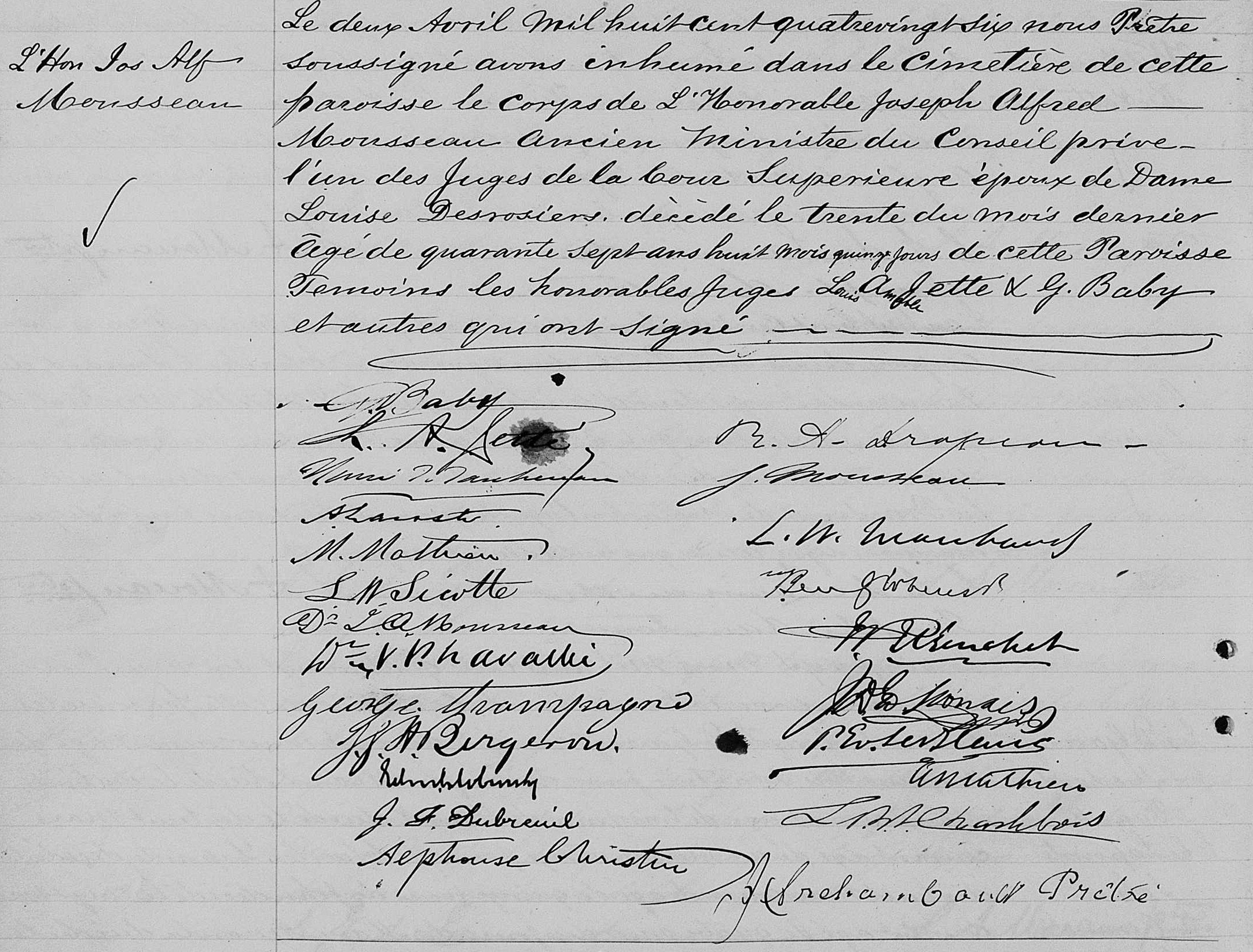
Acte de sépulture de Joseph Alfred Mousseau. 2 avril 1886. Paroisse Notre-Dame de la ville de Montréal.

## Résultats électoraux

### Résultats provinciaux
|       | Nom                       | Parti        | Nombre de voix | %      | Maj. |
| ----- | ------------------------- | ------------ | -------------- | ------ | ---- |
|       | Joseph-Alfred Mousseau    | Conservateur | 860            | 65,7 % | 411  |
|       | Joseph-Adélard Descarries | Conservateur | 449            | 34,3 % | -    |
| Total | Total                     | Total        | 1 309          | 100 %  |      |

|       | Nom                       | Parti        | Nombre de voix | %      | Maj. |
| ----- | ------------------------- | ------------ | -------------- | ------ | ---- |
|       | Joseph-Alfred Mousseau    | Conservateur | 796            | 51,4 % | 42   |
|       | Joseph-Adélard Descarries | Conservateur | 754            | 48,6 % | -    |
| Total | Total                     | Total        | 1 550          | 100 %  |      |

## Œuvres
- 1860 : Lecture publique [...] sur Cardinal et Duquet, victimes de 1837–38, prononcée lors du 2e anniversaire de la fondation de l’Institut canadien-français, le 16 mai 1860
- 1867 : Contre-poison: la Confédération, c'est le salut du Bas-Canada; il faut se méfier des ennemis de la Confédération